# Voile aux Jeux olympiques de 1912
Navigation
Londres 1908 Anvers 1920

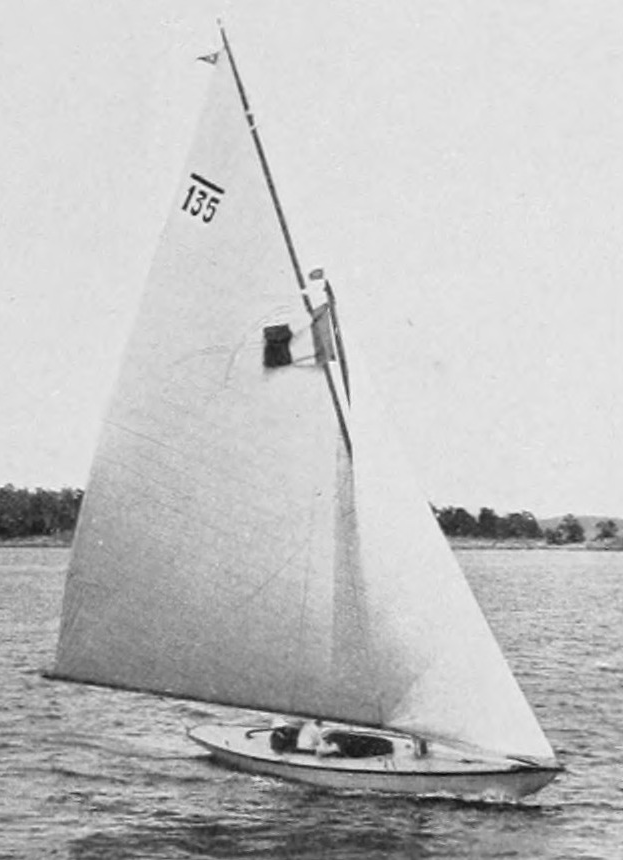
Le 6 m JI, Jauge internationale, Mac Miche, médaille d'or dans sa catégorie

Quatre régates de voile furent disputés à l'occasion des Jeux olympiques d'été de 1912. La Commune de Nynäshamn fut le site des compétitions.

## Participants
Un total de 109 athlètes issus de 6 nations participèrent aux épreuves.
- Danemark (3)
- Finlande (27)
- France (3)
- Norvège (18)
- Russie (17)
- Suède (41)

## Voiliers olympiques

6mJI, 8mJI, 10mJI, 12mJI à la Jauge internationale

## Tableau des médailles
| Rang | Pays     | Médaille d'or | Médaille d'argent | Médaille de bronze | Total |
| 1    | Norvège  | 2             | 0                 | 0                  | 2     |
| 2    | Suède    | 1             | 2                 | 1                  | 4     |
| 3    | France   | 1             | 0                 | 0                  | 1     |
| 4    | Finlande | 0             | 1                 | 2                  | 3     |
| 5    | Danemark | 0             | 1                 | 0                  | 1     |
| 6    | Russie   | 0             | 0                 | 1                  | 1     |

## Résultats
| Épreuve      | Or | Argent | Bronze |
| 6 mètres JI  | France Mac Miche Amédée Thubé Gaston Thubé Jacques Thubé | Danemark Nurdug II Steen Herschend Hans Meulengracht-Madsen Sven Thomsen                                                                                    | Suède Kerstin Otto Aust Eric Sandberg Harald Sandberg                                                                                |
| 8 mètres JI  | Norvège Taifun Thomas Aas Andreas Brecke Torleiv Corneliussen Thoralf Glad Christian Jebe                                                                       | Suède Sans Atout Emil Henriques Bengt Heyman Alvar Thiel Herbert Westermark Nils Westermark                                                                 | Finlande Lucky Girl Arthur Ahnger Emil Lindh Bertil Tallberg Gunnar Tallberg Georg Westling                                          |
| 10 mètres JI | Suède Kitty Filip Ericsson Carl Hellström Paul Isberg Humbert Lundén Herman Nyberg Harry Rosenswärd Erik Wallerius Harald Wallin                                | Finlande Nina Waldemar Björkstén Jacob Björnström Bror Brenner Allan Franck Erik Lindh Adolf Pekkalainen Harry Wahl                                         | Russie Gallia II Esper Beloselsky Ernest Brasche Karl Lindblom Nikolai Puschnitsky Aleksandr Rodionov Iosif Schomaker Philip Strauch |
| 12 mètres JI | Norvège Magda IX Johan Anker Nils Bertelsen Eilert Falch-Lund Halfdan Hansen Arnfinn Heje Magnus Konow Alfred Larsen Petter Larsen Christian Staib Carl Thaulow | Suède Erna Signe Per Bergman Dick Bergström Kurt Bergström Hugo Clason Folke Johnson Sigurd Kander Nils Lamby Erik Lindqvist Nils Persson Richard Sällström | Finlande Heatherbell Max Alfthan Erik Hartvall Jarl Hulldén Sigurd Juslén Ernst Krogius Eino Sandelin Johan Silén                    |